# Хироптерология
Хироптерология — раздел зоологии (териологии), изучающий рукокрылых млекопитающих, таких как летучие мыши.

## Общества и организации
- Комиссия по рукокрылым при Териологическом обществе Российской академии наук (создана в 1999 году)[1].
- Международный союз охраны рукокрылых — Bat Conservation International (BCI), Остин, штат Техас (США, основан в 1982 году)[2].

## Конференции
- Десятое Всероссийское совещание по рукокрылым (8—11 сентября 2010, Пензенский государственный педагогический университет, Пенза)[3].
- 15-я Международная конференция по рукокрылым (23—28 августа 2010, Прага, Чехия)[4].
- II Международное Берлинское совещание по рукокрылым: биология и инфекционные болезни летучих мышей (19—21 февраля 2010, Берлин, Германия).
- Первый Международный симпозиум по миграциям рукокрылых (1st International Symposium on Bat Migration; 15—18 декабря 2008, Берлин).
- 11-й Европейский симпозиум по изучению рукокрылых (17—22 августа 2008, Клуж-Напока, Румыния)[5].
- 10-й Европейский симпозиум по рукокрылым (21—26 августа 2005, Галвей, Ирландия).
- 13-я Международная конференция по рукокрылым (22—29 августа 2004, Миколайки, Польша).
- Восьмое Всероссийское совещание по рукокрылым (2—4 ноября 2002, Жигулёвский государственный заповедник).
- VII Всероссийское совещание по рукокрылым (13—16 апреля 1999).
- Первое Всесоюзное совещание по рукокрылым (6—9 февраля 1974, Ленинград)[1].

## Журналы
- Acta Chiropterologica (Польша)[6].
- Plecotus et al. (1998-, Россия)[7].

## Специалисты
- Ильин, Владимир Юрьевич (16.10.1952 —), профессор кафедры зоологии и экологии Пензенского государственного педагогического университета им. В. Г. Белинского[8].
- Кузякин, Александр Петрович (1915—1988), профессор кафедры зоологии Московского областного педагогического института им. Н. К. Крупской (МОПИ)[9].
- Прокофьев, Игорь Леонидович (11.11.1972 —), кандидат биологических наук, доцент. С 2008 года — участник Международной программы по изучению и охране летучих мышей Европы, руководитель российского проекта iBats. В 2009—2015 годах — координатор акустического мониторинга летучих мышей (изучения особенностей распространения и динамики активности рукокрылых по звуковым сигналам) в европейской части России. В 2011 году получил престижную международную награду Whitley Award за вклад в изучение и охрану летучих мышей[10]. В настоящее время — председатель Межрегиональной общественной организации по изучению и охране летучих мышей.
- Тиунов, Михаил Петрович (1949 —), диссертацию доктора биологических наук на тему «Рукокрылые (Chiroptera) Дальнего Востока России» защитил в 1995 на совете БПИ ДВО РАН[11].

## Последние открытия
За последние годы хироптерологи открыли и описали несколько десятков новых для науки видов рукокрылых, в основном из тропических регионов.
- 2008
  - Desmalopex microleucopterus (2008). Новый вид открыт на Филиппинах, остров Миндоро. Esselstyn, J.A., H.J.D. Garcia, M.G. Saulog, and L.R. Heaney. 2008. A New Species of Desmalopex (Pteropodidae) from the Philippines, with a Phylogenetic Analysis of the Pteropodini. Journal of Mammalogy 89(4): 815—825[13].
  - Triaenops pauliani (2008). Новый вид открыт на Сейшельских островах (Picard Island, атолл Альдабра). Goodman, S.M., and J. Ranivo. 2008. A new species of Triaenops (Mammalia, Chiroptera, Hipposideridae) from Aldabra Atoll, Picard Island (Seychelles). Zoosystema 30(3): 681—693[14].

## Международная ночь летучих мышей
Праздник летучих мышей проходит в ночь осеннего равноденствия 21 сентября. История этого праздника уходит корнями в античность, когда он и назывался по-другому, и носил мистический, а не природоохранный характер. В современное время он проводится в ряде европейских стран, где наиболее популярна экологическая политика.
- Европейская ночь рукокрылых

## Базы данных
- Список латинских названий рукокрылых России
- Летучие мыши Европейской части бывшего СССР — краткий определитель